# 博徒
博徒（ばくと）とは、賭博で生計を立てる者を指す。封建社会より現在に至るまで行政・司法より賭博が禁じられてきた側面と19世紀の無宿者が旅人の組織を形成した経緯から社会的保護を得られない無法者、アウトローを指す場合が多い。
一般的に博徒の活動は法秩序の外にあるために古文書・古記録類に残りにくい性格を有し、生没年や出自など基本的事項においても不明であることが多い。
自らがプレイヤーとして客と勝負する博徒は真剣師とも呼ばれる。また、賭け麻雀を生業とする者は「玄人（バイニン）」と呼ばれる。

## 無宿とは
無宿は自給自足であった農村が貨幣経済の浸透により商品市場として開拓されていった結果、はみ出していった「落ちこぼれ」である。19世紀の地廻り経済圏に誕生した彼らは封建社会において権力者より一切の保護を拒絶され、農村に住む事は許されず、都市においても住居・就職のための後見人が得られない。他者からの迫害についても訴えることすら出来ない存在である。同時に「金さえあれば」衣食住においてなんとか凌いでいける時代でもあり、このため生きるための手段として「バクチ」で生計を立てる博徒の道を選ぶ無宿者が多かったとされる。

## 無宿の義務
都市にすむ事を許された「無宿居住」は同じ無宿人と相互扶助をする義務を負っているとされる（戸羽山瀚の説明より）。具体的には土地の親分は「無宿旅人」即ち旅人の世話を義務づけられていた。仁義という相互扶助の精神で表現されるが、同時に旅人はこの旅において厳しい掟に縛られているため苦労も多かったとされる。それゆえか最下層の民としての記憶が（物言わぬ者たちの）情念の世界へと変わり大衆娯楽の題材として現在まで知られている。彼自身は富農の子であるが国定忠治は大衆芸能の代表である。

## 参考
大衆の記憶とは異なりドキュメントの記録は多くないが前出の戸羽山や長谷川昇、高橋敏、水谷藤博の研究者が知られている。彼等の功績により政治や民衆という「博徒を疎外した側」においても様々な理由から彼等を利用してきたという点が明らかになっている。

## 博徒系暴力団
江戸時代から昭和にかけて結成された博徒組織が現代にも暴力団として数多く現存している。
- 山口組系

平井一家、清水一家、瀬戸一家、稲葉地一家、奥州会津角定一家、古河生井一家、信州斉藤一家、寺谷一家、生井一家、吉田川一家、田甫一家、落合一家、金町一家
- 住吉会系

住吉一家、幸平一家、武蔵屋一家、馬橋一家、中里一家、鶴川一家、丸唐会、平塚一家、西和会、共和一家、大前田一家、音羽一家、共和一家、三角一家、滝野川一家、領家一家、勘助一家、田野一家、鼈甲家一家
- 稲川会系

三本杉一家、埋地一家、佃政一家、大場一家、碑文谷一家、堀井一家、横須賀一家
- 松葉会系

上萬一家、北関東大久保一家、助川一家、國井一家、上州国定一家、出羽家一家
- その他

工藤會、会津小鉄会、合田一家、双愛会、酒梅組